# Linda Siegel
Linda Siegel (Oakland, 5 giugno 1961) è un'ex tennista statunitense.

## Carriera
Nei tornei del Grande Slam ha ottenuto il suo miglior risultato raggiungendo i quarti di finale di doppio misto all'Open di Francia nel 1980, in coppia con l'ecuadoriano Andrés Gómez Santos.
Nel 1979, a Wimbledon, fece scalpore per l'abito indossato nel match contro Billie Jean King, considerato all'epoca troppo audace